# Safira Robens
Safira Robens (* 7. Mai 1994 in Herdecke) ist eine deutsche Schauspielerin. Seit 2021 ist sie Ensemblemitglied des Wiener Burgtheaters.

## Leben
Safira Robens wurde als Tochter eines deutschen Vaters und einer aus Angola stammenden Mutter, die in Portugal aufwuchs, geboren. Sie selbst sei „in vielen unterschiedlichen Städten“ aufgewachsen, die Grundschule habe sie zuerst in Dortmund, dann in Freiburg besucht, ihr Abitur in Dortmund gemacht und „zwischendurch [...] in Portugal gelebt“. Im April 2014 war sie Teil von MEAT, des damals längsten Theaterstücks der Welt, das in der Schaubühne am Lehniner Platz stattfand.
Nach verschiedenen erfolgreichen Produktionen in Lissabon, für die sie ausgezeichnet wurde, begann sie 2018 ein Schauspielstudium am Max Reinhardt Seminar in Wien, das sie 2022 absolvierte.
Ihr Kinodebüt gab sie als Mademoiselle de Rubens im Historienfilm Liberté von Albert Serra, der im Rahmen der Internationalen Filmfestspiele von Cannes 2019 uraufgeführt wurde und einen den Jurypreis in der Kategorie «un certain regard». In der im Oktober 2021 veröffentlichten Netflix-Serie Life’s a Glitch übernahm Robens die Rolle der Wissenschaftlerin Lia. Der Film Alle für Ella von Teresa Hoerl, in dem Safira Robens die Anaïs spielt, ist für den Kinostart am 8. September 2022 (Verleih: Weltkino) angekündigt.
Seit Martin Kušejs erster Saison 2019/20 spielt sie am Wiener Burgtheater, wo sie mit Beginn der Spielzeit 2021/22 Ensemblemitglied wurde. Am Wiener Akademietheater stand sie unter anderem mit Martin Wuttke in Schwarzwasser von Elfriede Jelinek sowie ab November 2021 in der Titelrolle in Zoes sonderbare Reise durch die Zeit auf der Bühne. Am Burgtheater war sie als Peg Carter in Das Himmelszelt von Lucy Kirkwood und als Farida in Komplizen von Simon Stone zu sehen. Im März 2023 feierte sie in der Doppelrolle der Antigone/Josephine in Katharsis nach Motiven aus Unrast von Olga Tokarczuk am Akademietheater Premiere. Am Burgtheater wirkte sie ab März 2025 bei der deutschsprachigen Erstaufführung des Stückes Der Fall McNeal von Ayad Akthar in der Rolle als Natasha Brathwaite mit.
Neben Deutsch spricht sie als zweite Muttersprache Portugiesisch. Außerdem spricht sie Französisch, Spanisch und Englisch.

## Filmografie (Auswahl)
- 2014: Meat (Kurzfilm)
- 2019: Liberté
- 2021: Miraflores (Kurzfilm)
- 2021: Ich und die Anderen (Fernsehserie)
- 2021: Life’s a Glitch (Fernsehserie)
- 2022: Alle für Ella
- 2023: Stadtkomödie – Heribert (Fernsehreihe)
- 2023: Mandy und die Mächte des Bösen (Fernsehserie)
- 2024: Tiefwassertaucher unterm Dach (Fernsehfilm)